# Саутпорт (аэропорт)
Аэропорт Саутпорт (англ. Southport Airport) — австралийский аэропорт, расположенный к северо-западу от Саутпорта, в пригороде Кумбаба, Квинсленд.

## История
Площадку под аэродром начали готовить в 1971 году, а в 1972 был построен первый ангар для самолётов. В результате Southport Flying Club получили аэродром в аренду на 50 лет.

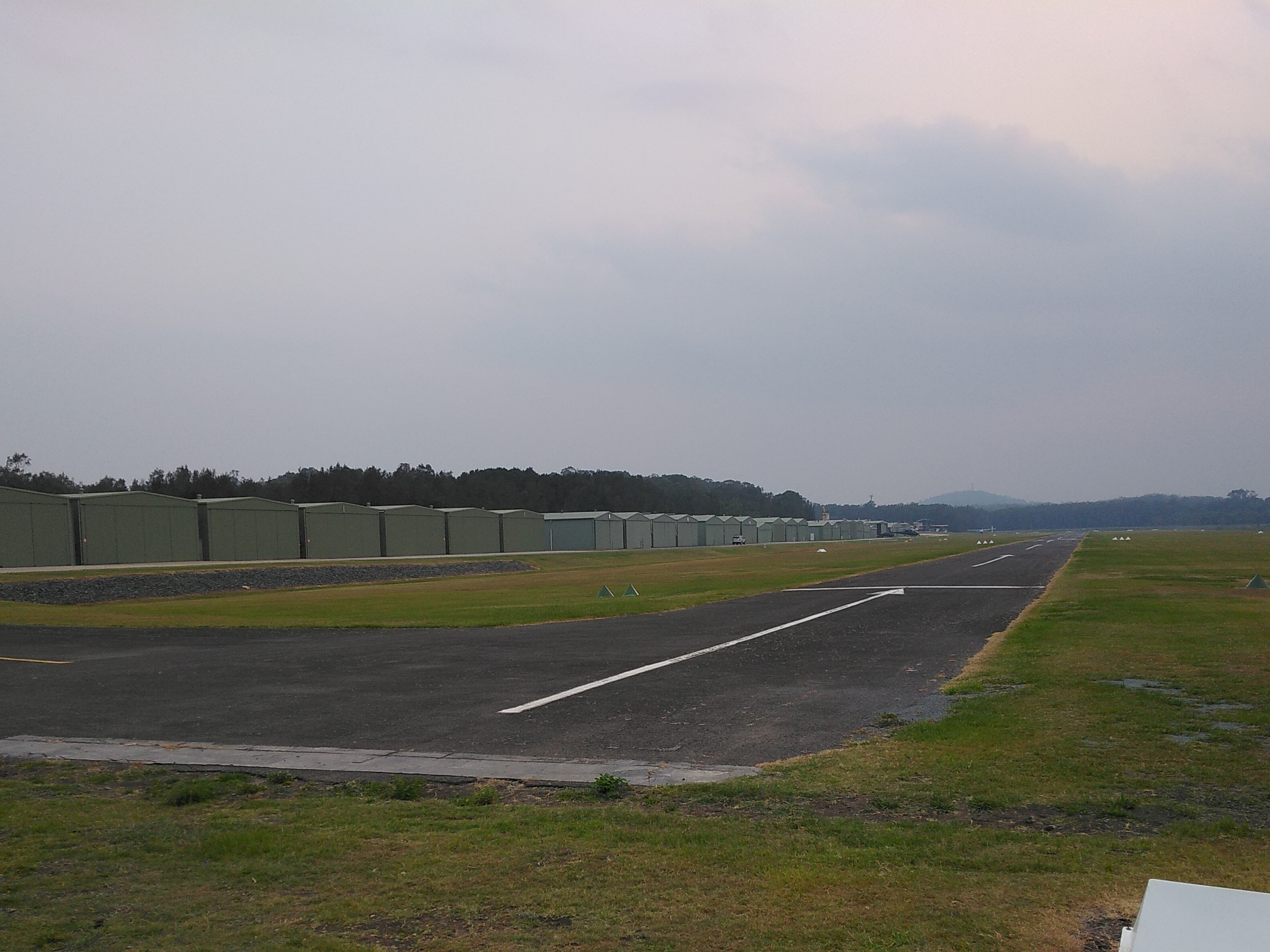
Взлётно-посадочная полоса с торца
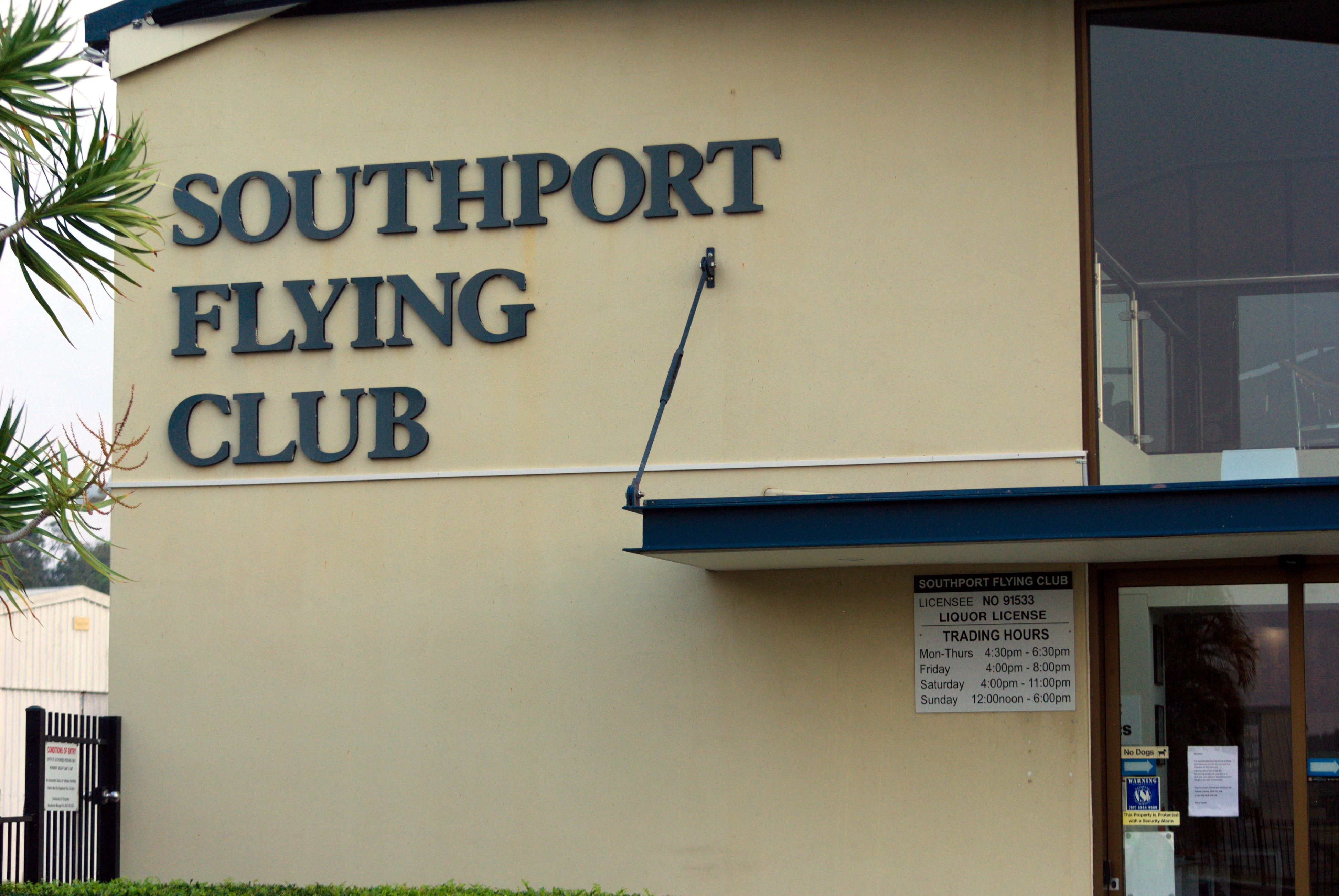
Вывеска Southport Flying Club